# Julian Draxler
Julian Draxler (Gladbeck, 20 september 1993) is een Duits voetballer die doorgaans als aanvallende middenvelder of linksbuiten speelt. Hij verruilde Paris Saint-Germain in de zomer van 2024 voor Al-Ahli SC. Draxler debuteerde in 2012 als international in het Duits voetbalelftal.

## Clubcarrière

### Jeugd
Draxler zette zijn eerste stappen op het voetbalveld bij BV Rentfort in zijn geboortestad Gladbeck, maar stapte na zes jaar over naar Gelsenkirchen. Daar speelde hij een jaar bij SSV Buer 07/28. 

### Schalke 04
Vanaf 2001 speelde hij in de jeugd van Schalke 04, waar hij de hele jeugdopleiding doorliep. Hij maakte zijn debuut in het eerste elftal in de Bundesliga onder coach Felix Magath op 15 januari 2011 tegen Hamburger SV. Met zeventien jaar en 117 dagen werd hij de jongste debutant uit de clubhistorie en een van de jongste uit de Bundesliga. Draxlers derde wedstrijd voor Schalke was de kwartfinale van de DFB-Pokal tegen 1. FC Nürnberg op 25 januari. Hij mocht invallen in de slotfase van de verlenging en maakte een minuut voor tijd het winnende doelpunt: de wedstrijd eindigde in 3–2. In de bekerfinale van 2011 maakte Draxler het eerste doelpunt in de 5–0 zege tegen MSV Duisburg. Hij eindigde zijn eerste seizoen met drie goals en één assist in 24 wedstrijden. 
Op 23 juli won Draxler met Schalke 04 de Duitse supercup door rivaal Borussia Dortmund na strafschoppen te verslaan. In het seizoen 2011/12 speelde Draxler een belangrijke rol in het behalen van de derde plek en daarmee deelname aan de Champions League-kwalificatie. Hij speelde in dertig van de 34 wedstrijden, vooral als linksbuiten. Ook bereikte Schalke de kwartfinale van de Europa League, waarin het werd uitgeschakeld door Athletic Bilbao. Het was het jaar van de doorbraak van Draxler, die tot vijf goals en negen assists kwam in alle competities. 
Door het vertrek van Lewis Holtby in de zomer van 2012 mocht Draxler zich het seizoen bewijzen op zijn favoriete plek van aanvallende middenvelder. In de derby tegen Borussia Dortmund op 9 maart scoorde Draxler de openingstreffer in een 2-1 overwinning. Het was zijn honderdste wedstrijd voor de club, daarmee werd hij Schalke's jongste speler ooit om tot honderd wedstrijden te komen. Hij was dat seizoen in de Bundesliga gedeeld clubtopscorer met spits Klaas-Jan Huntelaar met allebei tien goals. In alle competities was hij goed voor dertien goals en zeven assists. Op 9 mei 2013 werd zijn contract verlengd tot medio 2018 en werd zijn jaarsalaris verdubbeld tot drie miljoen euro.
Op 2 oktober 2013 scoorde Draxler de enige treffer in een 1-0 overwinning op FC Basel in de Champions League, waarmee Schalke bovenaan in de groep kwam. In de laatste groepswedstrijd tegen Basel scoorde Draxler opnieuw, waarmee ze zich kwalificeerde voor de achtste finales achter nummer één Chelsea. Dat seizoen was hij in alle competities goed voor zes goals en tien assists. 
In zijn vijfde en laatste seizoen kwam Draxler maar tot negentien wedstrijden. Door een ingescheurde pees stond hij van november tot april buitenspel. Op 27 juli 2015 wees Schalke een bod van 15 miljoen euro op Draxler af, nadat de speler volgens bronnen al persoonlijk akkoord was met de Italiaanse club. Op 27 augustus 2015 speelde Draxler zijn 170'ste en laatste wedstrijd voor Schalke 04 tegen VfL Wolfsburg, dat met 3-0 won. Het bleek ook de club die Draxler vier dagen later zou overnemen. In totaal kwam Draxler tot dertig goals en 29 assists voor Schalke 04.

### VfL Wolfsburg
Draxler tekende in augustus 2015 een contract tot medio 2020 bij VfL Wolfsburg, de nummer twee van de Bundesliga in het voorgaande seizoen. Dat betaalde circa 35 miljoen euro voor hem aan Schalke 04. Draxler maakte op 12 september 2015 zijn debuut voor Wolfsburg, tijdens een in 0–0 geëindigde competitiewedstrijd uit tegen Ingolstadt 04. Drie dagen later maakte hij zijn eerste doelpunt voor de club. In de eerste speelronde van de groepsfase van de Champions League schoot hij thuis tegen CSKA Moskou het enige doelpunt van de wedstrijd binnen. Dat seizoen bereikte Wolfsburg de kwartfinale van de Champions League, waarin het werd uitgeschakeld door latere winnaar Real Madrid. In zijn debuutseizoen voor Wolfsburg kwam Draxler tot acht goals en acht assists. 
Toch voldeed Draxler volgens Duitse media niet aan de verwachtingen bij Wolfsburg en leek hij vaak een buitenbeentje in de club. Die zomer verklaarde Draxler dat hij zou willen vertrekken bij Wolfsburg en dat de club hem een transfer zou gunnen als er een aantrekkelijk aanbod zou komen. Hoewel er interesse volgde van Arsenal en Paris Saint-Germain, volgde er die zomer geen transfer en bleef Draxler bij Wolfsburg. De supporters joelden hem vervolgens veelvuldig uit tijdens wedstrijd en Draxler omschreef die periode later als de 'ergste eerste seizoenshelft uit zijn carrière.'

### Paris Saint-Germain
Op 24 december 2016 vertrok Draxler dan toch naar de Franse kampioen Paris Saint-Germain, dat 42 miljoen euro voor hem betaalde. Hij tekende in Parijs een contract tot medio 2021. Op 7 januari 2017 maakte hij in de Coupe de France tegen SC Bastia zijn debuut voor de club. Hij scoorde in een 7-0  overwinning in de 89'ste minuut de laatste treffer van de wedstrijd en zijn eerste voor de club. Zeven dagen debuteerde hij in de Ligue 1 tegen Stade Rennes en was hij goed voor de enige treffer van de wedstrijden. Op 14 februari scoorde hij ook in zijn eerste CL-wedstrijd voor de club in een 4-0 overwinning op FC Barcelona. Op 1 april scoorde Draxler de openingstreffer in een 4-1 overwinning op AS Monaco in de finale van de Coupe de France. In zijn eerste halfjaar in Frankrijk was hij goed voor tien goals en drie goals in 25 wedstrijden. 
In het seizoen 2017/18 won hij met PSG vier prijzen, hoewel hij bij de Trophée des Champions niet bij de selectie zat. Wel had hij een aandeel in zijn eerste kampioenschap, met vier goals en vijf assists in dertig competitiewedstrijden. Ook deed hij mee in twee gewonnen bekerfinales dat seizoen. Het jaar erop werd PSG opnieuw kampioen van de Ligue 1 en Draxler was goed voor drie goals en acht assists in 31 wedstrijden. 
In het seizoen 2019/20 kwam Draxler veel vaker niet tot speeltijd, door het onomstreden trio voorin van Ángel Di María, Kylian Mbappé en Neymar. Hij werd opnieuw Frans kampioen, maar kwam tot slechts elf wedstrijden en vier assists. Ook bij beide bekerfinales zat Draxler de hele wedstrijd op de bank. Wel viel hij op 23 augustus 2020 in tijdens de finale van de Champions League, die met 1-0 verloren werd van Bayern München. Op 16 september 2020 scoorde hij tegen FC Metz zijn eerste Ligue 1-goal in bijna twee jaar. In september 2021 verlengde Draxler zijn contract tot medio 2024.
In totaal speelde Draxler 198 wedstrijden voor Paris Saint-Germain, waarin hij goed was voor 26 goals en 41 assists.

### Benfica
Op 1 september 2022 vertrok Draxler voor de duur van een seizoen op huurbasis naar Benfica. Met de overgang was circa 2,5 miljoen euro gemoeid. Negen dagen later maakte hij tegen FC Famalicão zijn Primeira Liga-debuut. Weer een week later scoorde hij tegen CS Marítimo zijn eerste doelpunt voor de club. Op 4 februari 2023 speelde Draxler zijn achttiende en laatste wedstrijd voor Benfica, waarna hij door een enkeloperatie de rest van het seizoen miste.

### Al-Ahli
Op 16 september 2023 arriveerde Draxler in Doha om zijn transfer naar het Qatarese Al-Ahli af te ronden. Hij tekende een contract voor twee seizoenen bij de club.

## Clubstatistieken
| Seizoen    | Club                | Competitie    | Competitie | Competitie | Beker | Beker | Internationaal | Internationaal | Totaal | Totaal |
| Seizoen    | Club                | Competitie    | Wed.       | Dlp.       | Wed.  | Dlp.  | Wed.           | Dlp.           | Wed.   | Dlp.   |
| ---------- | ------------------- | ------------- | ---------- | ---------- | ----- | ----- | -------------- | -------------- | ------ | ------ |
| 2010/11    | FC Schalke 04       | Bundesliga    | 15         | 1          | 3     | 2     | 6              | 0              | 24     | 3      |
| 2011/12    | FC Schalke 04       | Bundesliga    | 30         | 2          | 2     | 1     | 13             | 2              | 45     | 5      |
| 2012/13    | FC Schalke 04       | Bundesliga    | 30         | 10         | 3     | 2     | 6              | 1              | 39     | 13     |
| 2013/14    | FC Schalke 04       | Bundesliga    | 26         | 2          | 2     | 0     | 10             | 4              | 38     | 6      |
| 2014/15    | FC Schalke 04       | Bundesliga    | 15         | 2          | 1     | 0     | 3              | 0              | 19     | 2      |
| 2015/16    | FC Schalke 04       | Bundesliga    | 3          | 1          | 1     | 0     | 0              | 0              | 4      | 1      |
| 2015/16    | VfL Wolfsburg       | Bundesliga    | 21         | 5          | 1     | 0     | 9              | 3              | 31     | 8      |
| 2016/17    | VfL Wolfsburg       | Bundesliga    | 13         | 0          | 1     | 0     | 0              | 0              | 14     | 0      |
| 2016/17    | Paris Saint-Germain | Ligue 1       | 17         | 4          | 6     | 5     | 2              | 1              | 25     | 10     |
| 2017/18    | Paris Saint-Germain | Ligue 1       | 30         | 4          | 9     | 1     | 8              | 0              | 47     | 5      |
| 2018/19    | Paris Saint-Germain | Ligue 1       | 31         | 3          | 8     | 2     | 7              | 0              | 46     | 5      |
| 2019/20    | Paris Saint-Germain | Ligue 1       | 11         | 0          | 6     | 0     | 5              | 0              | 22     | 0      |
| 2020/21    | Paris Saint-Germain | Ligue 1       | 24         | 4          | 5     | 0     | 5              | 0              | 34     | 4      |
| 2021/22    | Paris Saint-Germain | Ligue 1       | 18         | 2          | 2     | 0     | 4              | 0              | 24     | 2      |
| 2022/23    | → Benfica           | Primeira Liga | 10         | 1          | 5     | 1     | 3              | 0              | 18     | 2      |
| 2023/24    | Al-Ahli             | Stars League  | 11         | 6          | 2     | 1     | –              | –              | 13     | 7      |
| 2024/25    | Al-Ahli             | Stars League  | 18         | 12         | 4     | 0     | –              | –              | 22     | 12     |
| Clubtotaal | Clubtotaal          | Clubtotaal    | 323        | 59         | 61    | 15    | 81             | 11             | 465    | 85     |

Bijgewerkt t/m 16 april 2025.

## Interlandcarrière
Op 7 mei 2012 zat Draxler in de voorselectie voor het Europees kampioenschap voetbal 2012 in Polen en Oekraïne. Op 26 mei 2012 maakte hij zijn debuut voor Duitsland in de met 5–3 verloren oefeninterland tegen Zwitserland. Hij verving Lukas Podolski na 62 minuten. Hij was een van de vier spelers, die op maandag 28 mei 2012 op het laatste moment afvielen in de selectie van de Duitse bondscoach Joachim Löw voor het EK voetbal 2012 in Oekraïne en Polen. De andere drie afvallers bij het trainingskamp in de Franse plaats Tourrettes waren Marc-André ter Stegen, Sven Bender en Cacau.
Op 2 juni 2013 maakte Draxler in de vriendschappelijke wedstrijd tegen het Voetbalelftal van de Verenigde Staten in de 81ste minuut het laatste doelpunt van de wedstrijd (eindstand 4–3). Bondscoach Joachim Löw nam Draxler in de zomer van 2014 op in de selectie voor het gewonnen wereldkampioenschap voetbal 2014 en liet hem spelen in één wedstrijd, de halve finale tegen gastland Brazilië (1–7 winst) op 8 juli 2014. Bij een 0–6 voorsprong verving hij in de 76ste minuut Sami Khedira. Met het Duits elftal nam Draxler in 2016 deel aan het Europees kampioenschap voetbal in Frankrijk. Duitsland werd in de halve finale uitgeschakeld door Frankrijk (0–2), na in de eerdere twee knock-outwedstrijden Slowakije (3–0) en Italië (1–1, 6–5 na strafschoppen) te hebben verslagen. In juni 2017 nam Draxler met Duitsland deel aan de FIFA Confederations Cup 2017, die werd gewonnen door in de finale Chili te verslaan (1–0). Draxler was gedurende het gehele toernooi aanvoerder van het Duits elftal.
Draxler maakte eveneens deel uit van de Duitse selectie, die onder leiding van bondscoach Joachim Löw deelnam aan de WK-eindronde 2018 in Rusland. Daar werd Die Mannschaft voortijdig uitgeschakeld. De ploeg strandde in de groepsfase, voor het eerst sinds het wereldkampioenschap 1938, na nederlagen tegen Mexico (0–1) en Zuid-Korea (0–2). In groep F werd alleen van Zweden (2–1) gewonnen, al kwam die zege pas tot stand in de blessuretijd. Draxler speelde mee in twee van de groepswedstrijden.
| Interlands van Julian Draxler voor Duitsland | Interlands van Julian Draxler voor Duitsland | Interlands van Julian Draxler voor Duitsland | Interlands van Julian Draxler voor Duitsland | Interlands van Julian Draxler voor Duitsland | Interlands van Julian Draxler voor Duitsland | Interlands van Julian Draxler voor Duitsland |
| №                                            | Datum                                        | Wedstrijd                                    | Uitslag                                      | Soort wedstrijd                              | Doelpunten                                   |                                              |
| Als speler bij FC Schalke 04                 | Als speler bij FC Schalke 04                 | Als speler bij FC Schalke 04                 | Als speler bij FC Schalke 04                 | Als speler bij FC Schalke 04                 | Als speler bij FC Schalke 04                 | Als speler bij FC Schalke 04                 |
| -------------------------------------------- | -------------------------------------------- | -------------------------------------------- | -------------------------------------------- | -------------------------------------------- | -------------------------------------------- | -------------------------------------------- |
| 1.                                           | 26 mei 2012                                  | Zwitserland – Duitsland                      | 5 – 3                                        | Vriendschappelijk                            |                                              |                                              |
| 2.                                           | 7 september 2012                             | Duitsland – Faeröer                          | 3 – 0                                        | Kwalificatie WK 2014                         |                                              |                                              |
| 3.                                           | 14 november 2012                             | Nederland – Duitsland                        | 0 – 0                                        | Vriendschappelijk                            |                                              |                                              |
| 4.                                           | 22 maart 2013                                | Duitsland – Kazachstan                       | 0 – 3                                        | Kwalificatie WK 2014                         |                                              |                                              |
| 5.                                           | 29 mei 2013                                  | Ecuador – Duitsland                          | 2 – 4                                        | Vriendschappelijk                            |                                              |                                              |
| 6.                                           | 2 juni 2013                                  | Verenigde Staten – Duitsland                 | 4 – 3                                        | Vriendschappelijk                            | 81'                                          |                                              |
| 7.                                           | 6 september 2013                             | Duitsland – Oostenrijk                       | 3 – 0                                        | Kwalificatie WK 2014                         |                                              |                                              |
| 8.                                           | 10 september 2013                            | Faeröer – Duitsland                          | 0 – 3                                        | Kwalificatie WK 2014                         |                                              |                                              |
| 9.                                           | 15 oktober 2013                              | Zweden – Duitsland                           | 3 – 5                                        | Kwalificatie WK 2014                         |                                              |                                              |
| 10.                                          | 19 november 2013                             | Engeland – Duitsland                         | 0 – 1                                        | Vriendschappelijk                            |                                              |                                              |
| 11.                                          | 13 mei 2014                                  | Duitsland – Polen                            | 0 – 0                                        | Vriendschappelijk                            |                                              |                                              |
| 12.                                          | 8 juli 2014                                  | Brazilië – Duitsland                         | 1 – 7                                        | WK 2014                                      |                                              |                                              |
| 13.                                          | 3 september 2014                             | Duitsland – Argentinië                       | 2 – 4                                        | Vriendschappelijk                            |                                              |                                              |
| 14.                                          | 11 oktober 2014                              | Polen – Duitsland                            | 2 – 0                                        | Kwalificatie EK 2016                         |                                              |                                              |
| 15.                                          | 14 oktober 2014                              | Duitsland – Ierland                          | 1 – 1                                        | Kwalificatie EK 2016                         |                                              |                                              |
| Als speler bij VfL Wolfsburg                 |                                              |                                              |                                              |                                              |                                              |                                              |
| 16.                                          | 13 november 2015                             | Frankrijk – Duitsland                        | 2 – 0                                        | Vriendschappelijk                            |                                              |                                              |
| 17.                                          | 29 maart 2016                                | Duitsland – Italië                           | 4 – 1                                        | Vriendschappelijk                            |                                              |                                              |
| 18.                                          | 29 mei 2016                                  | Duitsland – Slowakije                        | 1 – 3                                        | Vriendschappelijk                            |                                              |                                              |
| 19.                                          | 4 juni 2016                                  | Duitsland – Hongarije                        | 2 – 0                                        | Vriendschappelijk                            |                                              |                                              |
| 20.                                          | 12 juni 2016                                 | Duitsland – Oekraïne                         | 2 – 0                                        | EK 2016                                      |                                              |                                              |
| 21.                                          | 16 juni 2016                                 | Duitsland – Polen                            | 0 – 0                                        | EK 2016                                      |                                              |                                              |
| 22.                                          | 26 juni 2016                                 | Duitsland – Slowakije                        | 3 – 0                                        | EK 2016                                      | 63'                                          |                                              |
| 23.                                          | 2 juli 2016                                  | Duitsland – Italië                           | 1 – 1 (6 – 5 n.s.)                           | EK 2016                                      |                                              |                                              |
| 24.                                          | 7 juli 2016                                  | Duitsland – Frankrijk                        | 0 – 2                                        | EK 2016                                      |                                              |                                              |
| 25.                                          | 4 september 2016                             | Noorwegen – Duitsland                        | 0 –3                                         | Kwalificatie WK 2018                         |                                              |                                              |
| 26.                                          | 8 oktober 2016                               | Duitsland – Tsjechië                         | 3 – 0                                        | Kwalificatie WK 2018                         |                                              |                                              |
| 27.                                          | 11 oktober 2016                              | Duitsland – Noord-Ierland                    | 2 – 0                                        | Kwalificatie WK 2018                         | 13'                                          |                                              |
| Als speler bij Paris Saint-Germain           |                                              |                                              |                                              |                                              |                                              |                                              |
| 28.                                          | 26 maart 2017                                | Azerbeidzjan – Duitsland                     | 1 – 4                                        | Kwalificatie WK 2018                         |                                              |                                              |
| 29.                                          | 6 juni 2017                                  | Denemarken – Duitsland                       | 1 – 1                                        | Vriendschappelijk                            |                                              |                                              |
| 30.                                          | 10 juni 2017                                 | Duitsland – San Marino                       | 7 – 0                                        | Kwalificatie WK 2018                         | 11'                                          |                                              |
| 31.                                          | 19 juni 2017                                 | Australië – Duitsland                        | 2 – 3                                        | Confederations Cup                           | 44' (pen.)                                   |                                              |
| 32.                                          | 22 juni 2017                                 | Chili – Duitsland                            | 1 – 1                                        | Confederations Cup                           |                                              |                                              |
| 33.                                          | 25 juni 2017                                 | Kameroen – Duitsland                         | 1 – 3                                        | Confederations Cup                           |                                              |                                              |
| 34.                                          | 29 juni 2017                                 | Mexico – Duitsland                           | 1 – 4                                        | Confederations Cup                           |                                              |                                              |
| 35.                                          | 2 juli 2017                                  | Chili – Duitsland                            | 0 – 1                                        | Confederations Cup                           |                                              |                                              |
| 36.                                          | 1 september 2017                             | Tsjechië – Duitsland                         | 1 – 2                                        | Kwalificatie WK 2018                         |                                              |                                              |
| 37.                                          | 4 september 2017                             | Duitsland – Noorwegen                        | 6 – 0                                        | Kwalificatie WK 2018                         | 17'                                          |                                              |
| 38.                                          | 5 oktober 2017                               | Noord-Ierland – Duitsland                    | 1 – 3                                        | Kwalificatie WK 2018                         |                                              |                                              |
| 39.                                          | 10 november 2017                             | Engeland - Duitsland                         | 0 – 0                                        | Vriendschappelijk                            |                                              |                                              |
| 40.                                          | 14 november 2017                             | Duitsland – Frankrijk                        | 2 – 1                                        | Vriendschappelijk                            |                                              |                                              |
| 41.                                          | 23 maart 2018                                | Duitsland – Spanje                           | 1 – 1                                        | Vriendschappelijk                            |                                              |                                              |
| 42.                                          | 27 maart 2018                                | Duitsland – Brazilië                         | 0 – 1                                        | Vriendschappelijk                            |                                              |                                              |
| 43.                                          | 2 juni 2018                                  | Oostenrijk – Duitsland                       | 2 – 1                                        | Vriendschappelijk                            |                                              |                                              |
| 44.                                          | 8 juni 2018                                  | Duitsland – Saoedi-Arabië                    | 2 – 1                                        | Vriendschappelijk                            |                                              |                                              |
| 45.                                          | 17 juni 2018                                 | Duitsland – Mexico                           | 0 – 1                                        | WK 2018                                      |                                              |                                              |
| 46.                                          | 23 juni 2018                                 | Duitsland – Zweden                           | 2 – 1                                        | WK 2018                                      |                                              |                                              |
| 47.                                          | 9 september 2018                             | Duitsland – Peru                             | 2 – 1                                        | Vriendschappelijk                            |                                              |                                              |
| 48.                                          | 13 oktober 2018                              | Nederland – Duitsland                        | 3 – 0                                        | Nations League Divisie A                     |                                              |                                              |
| 49.                                          | 16 oktober 2018                              | Frankrijk – Duitsland                        | 2 – 1                                        | Nations League Divisie A                     |                                              |                                              |
| 50.                                          | 8 juni 2019                                  | Wit-Rusland – Duitsland                      | 0 – 2                                        | Kwalificatie EK 2020                         |                                              |                                              |
| 51.                                          | 11 juni 2019                                 | Duitsland – Estland                          | 8 – 0                                        | Kwalificatie EK 2020                         |                                              |                                              |

Bijgewerkt op 12 juni 2019.

## Erelijst
| Competitie            | Aantal     | Jaren                              |
| Schalke 04            | Schalke 04 | Schalke 04                         |
| --------------------- | ---------- | ---------------------------------- |
| DFB-Pokal             | 1x         | 2010/11                            |
| DFL-Supercup          | 1x         | 2011                               |
| Paris Saint-Germain   |            |                                    |
| Ligue 1               | 4x         | 2017/18, 2018/19, 2019/20, 2021/22 |
| Coupe de France       | 4x         | 2016/17, 2017/18, 2019/20, 2020/21 |
| Coupe de la Ligue     | 3x         | 2016/17, 2017/18, 2019/20          |
| Trophée des Champions | 3x         | 2017, 2019, 2020                   |
| Benfica               |            |                                    |
| Primeira Liga         | 1x         | 2022/23                            |
| Duitsland             |            |                                    |
| WK                    | 1x         | 2014                               |
| Confederations Cup    | 1x         | 2017                               |